# Алибаба
 Тази статия е за китайската компания.  За литературния герой вижте Али Баба.  
„Alibaba Group“ (на китайски: 阿里巴巴集团; на пинин: Alǐbābā Jítuán, Алибаба дзитуан) е китайско предприятие за електронна търговия със седалище в Ханджоу.
Основана през 1999 г. от Ма Юн, по-известен като Джак Ма, тя предлага услуги за продажби на дребно и едро и сделки между частни лица чрез система от уебсайтове. С обем на продажбите над 3,7 милиарда долара (2015) Alibaba е сред най-големите компании в сектора в целия свят, макар основната част от дейността ѝ да е концентрирана в Китай.

## Alibaba през годините
- Изпълнителният директор на компанията е Джак Ма.
- Ma създава платформата Alibaba в апартамента си в Ханджоу. Тогава тя започва да работи, но не като онлайн магазин, a като дигитално място за правене на бизнес срещи.
- Goldman Ѕachѕ и Масайоши Cон, който е председател на японската SoftBank, ca сред първите инвеститори във фирмата.
- Πрез 2002 г. Джак Ma предлага дейността на Alibaba да бъде променена, за да може да се конкурира c китайския партньор на еВау – EachNet. Тогава компанията получава финансиране от SoftBank, за да отвори онлайн търговеца Taobao.
- Две години по-късно 250 милиона потребители ползват услугите на Alibaba, ĸато поръчĸите на фирмата представляват 60% от всички онлайн покупки.
- През 2005 г. Yahoo! придобива 43% от дяловете на дружеството, но на 18 септември 2012 г. Alibaba Group приключва обратното изкупуване на 20% от акциите, станали собственост на Yahoo!.
- През ноември 2007 г. акциите са пуснати на Хонконгската фондова борса, но през 2012 г. компанията прави тяхното заличаване.
- Към 31 март 2011 г. броят на регистрираните потребители превишава 65 милиона от 240 страни и региони.
- През 2014 г. корпорацията излиза на борсата в Hю Йорк, където набира капитал от 20 милиарда долара. Така пазарният ѝ дял достига 231 милиарда долара.
- За фискалната година, приключила в края на март 2016 г., Alibaba отчита сделки през платформата ѝ за рекордните 463 милиарда долара[2].

### Структура на групата
Групата притежава собствена електронна платежна система (Alipay, която се използва също за разплащания и в дъщерната структура Taobao.com), ползва единна за всички структури програмно осигуряване за управление на предприятието, а също за сортирани по региони и отрасли бази данни за стоки и предприятия.
Alibaba Group управлява няколко структури:
- Alibaba.com (Alibaba China, Alibaba International) – основният актив на компанията, търговска платформа за организации.
- Alibaba Pictures (Alibaba Pictures Group) – китайско филмово дружество.
- AliExpress.com – онлайн магазин за продажба на стоки на дребно и едро. Има възможност за безплатна доставка от Китай; информацията за продуктите се превежда автоматично на различни езици. Основна функция на сайта е услуга (магазин) за продажба от различни търговци към целия свят. Продавачите получават парите едва след като стоката се достави на клиента.
- Taobao.com – онлайн пазар на дребно, интернет-магазин и интернет-аукцион (повечето продукти са достъпни и чрез AliExpress)
- (Английски) Официален уебсайт Архивиран 2025-03-06 в Wayback Machine
- Tmall.com – платформа за продажба на оригинални стоки от официални брандове
- Juhuasuan
- eTao
- Alibaba Cloud Computing – услуга за облачни изчисления за онлайн-бизнеса
- Yahoo! China
- Alipay – собствена платформа за онлайн електронни разплащания
- 1688.com – онлайн платформа за търговия на едро
- Ele.me – онлайн-услуга за доставка на храна.